# 茨田陽生
茨田 陽生（ばらだ あきみ、1991年5月30日 - ）は、千葉県浦安市出身のプロサッカー選手。Jリーグ・湘南ベルマーレ所属。ポジションはミッドフィールダー（MF）。

## 来歴

### プロ入り前
千葉県浦安市の実家で、4人兄弟の末っ子として誕生。父親が好きな歌手の井上陽水にちなんで名付けられた。サッカー経験者の父親、サッカー少年だった兄3人の影響で、幼稚園生の頃からボールを蹴っていた。
小学校入学後は父がコーチを務めていたFC浦安ブルーウイングスに所属しながら、ジェフユナイテッド市原（当時）やFC東京のサッカースクールに通っていたが、4年生の時に柏レイソルの下部組織に加入した。中学時代から各世代の年代別日本代表に選出され、数々の海外遠征、国際大会を経験した。
高校3年時の2009年にはトップチームに2種登録され、同年5月30日、18歳の誕生日にナビスコカップグループリーグ第4節清水エスパルス戦で公式戦初出場を果たした。18歳0日でのデビューは、菅沼実、大津祐樹に次ぐクラブ史上3番目の若さであった。

### 柏レイソル
2010年、トップチームに昇格。ネルシーニョ監督によりリーグ開幕戦からスターティングメンバーに抜擢され、同年5月16日、J2第13節徳島ヴォルティス戦で公式戦初得点を記録した。同年10月11日、第90回天皇杯3回戦ヴィッセル神戸戦で規定の試合出場時間をクリアし、プロA契約を締結。ルーキーイヤーながらサイドハーフ、ボランチとしてリーグ戦26試合に出場し3得点を挙げ、J2優勝に貢献した。
2011年8月、U-22日本代表に選出され、親善試合エジプト戦に後半32分から出場した。同年のリーグ戦では、主にボランチとして27試合に出場。最終節浦和レッズ戦では、1点リードで迎えた後半31分にチーム待望の追加点を挙げ、Jリーグ史上初となる昇格初年度でのJ1優勝を決定付けた。2011 FIFAクラブワールドカップでも3試合に出場し、FIFA公式サイト上で酒井宏樹と共に「柏の誇るヤングスター」と称賛を受けた。
2012年4月、U-23日本代表候補トレーニングキャンプに参加。ロンドン五輪サッカー日本代表の予備登録メンバーに選出されたが、本登録メンバーには残らなかった。クラブでは、リーグ戦28試合に出場。チームの守備面での不安定さが目立ち、ボランチとして守備に追われることが多かったが、トップ下のポジションに入った第31節ガンバ大阪戦では先制点をアシストするなど、持ち前の攻撃センスを遺憾なく発揮した。
2013年はトップ下、ボランチとしてリーグ戦23試合に出場。ヤマザキナビスコカップ決勝浦和レッズ戦では、出場停止となった主将・大谷秀和の穴を埋めて浦和の猛攻を耐え凌ぎ、14年ぶり2度目のナビスコカップ制覇に貢献した。
2015年は下部組織時代に指導を受けた吉田達磨が監督に就任し、4-1-4-1システムのアンカーとしてリーグ戦28試合に出場した。
2016年は2ndステージに入ると本来のボランチではなく、右サイドバックとしてレギュラーに定着した。

### 大宮アルディージャ
2016年12月30日、大宮アルディージャに完全移籍で加入することを発表した。2017年4月30日、第9節の浦和との埼玉ダービーでは移籍後初得点を決めて首位を撃破すると共に、チームにシーズン初勝利をもたらした。

### 湘南ベルマーレ
2019年12月31日、湘南ベルマーレに完全移籍で加入すると発表された。
湘南でのチャントは井上陽水にちなんで陽生になったので原曲は井上陽水の「夢の中へ」である。

## プレースタイル
精度の高いキック、ボールコントロール技術が持ち味のボランチ。柏の下部組織に所属していた頃から天才肌の選手として期待され、その素質に対しては、当時トップチームのエースだったフランサも称賛を惜しまなかった。同じ柏下部組織出身で1学年先輩の工藤壮人からも「センスの塊」「天才」と評されている。2011 FIFAクラブワールドカップに出場した際は、FIFA公式サイト上で「中盤センターで攻守のバランスを取るかじ取り役」と紹介され、レアンドロ・ドミンゲス、ジョルジ・ワグネルの自由な攻撃参加を陰で支えたプレーヤーとして称賛された。
広い視野を持ち、後方からのビルドアップに長けているが、より攻撃センスを活かせる2列目でのプレーも高く評価されている。

## 人物
- 小学生の頃はヘアースタイルに無頓着で、髪が両肩まで届くほど伸ばし放題にしていた[2]。
- 東京ディズニーリゾートは実家から「チャリで10分ぐらい」の距離にあったが、ほとんど行ったことがなかった[2]。
- 2011年11月18日、千葉県在住の一般女性と入籍[19]。翌年に長女が誕生した[20]。

## 所属クラブ
- 1997年 - 2000年 FC浦安ブルーウイングス（浦安市立富岡小学校）
  - ジェフユナイテッド市原サッカースクール
  - FC東京サッカースクール
- 2001年 - 2003年 柏レイソルU-12（浦安市立富岡小学校）
- 2004年 - 2006年 柏レイソルU-15（浦安市立富岡中学校）
- 2007年 - 2009年 柏レイソルU-18（柏日体高等学校）
  - 2009年 柏レイソル（2種登録）
- 2010年 - 2016年  柏レイソル
- 2017年 - 2019年  大宮アルディージャ
- 2020年 -  湘南ベルマーレ

## 個人成績
| 国内大会個人成績 | 国内大会個人成績 | 国内大会個人成績 | 国内大会個人成績 | 国内大会個人成績 | 国内大会個人成績 | 国内大会個人成績 | 国内大会個人成績 | 国内大会個人成績 | 国内大会個人成績 | 国内大会個人成績 | 国内大会個人成績 |
| 年度             | クラブ           | 背番号           | リーグ           | リーグ戦         | リーグ戦         | リーグ杯         | リーグ杯         | オープン杯       | オープン杯       | 期間通算         | 期間通算         |
| 年度             | クラブ           | 背番号           | リーグ           | 出場             | 得点             | 出場             | 得点             | 出場             | 得点             | 出場             | 得点             |
| 日本             | 日本             | 日本             | 日本             | リーグ戦         | リーグ戦         | リーグ杯         | リーグ杯         | 天皇杯           | 天皇杯           | 期間通算         | 期間通算         |
| ---------------- | ---------------- | ---------------- | ---------------- | ---------------- | ---------------- | ---------------- | ---------------- | ---------------- | ---------------- | ---------------- | ---------------- |
| 2009             | 柏               | 39               | J1               | 0                | 0                | 2                | 0                | 0                | 0                | 2                | 0                |
| 2010             | 柏               | 20               | J2               | 26               | 3                | -                | -                | 2                | 1                | 28               | 4                |
| 2011             | 柏               | 20               | J1               | 27               | 1                | 0                | 0                | 1                | 0                | 28               | 1                |
| 2012             | 柏               | 20               | J1               | 28               | 0                | 4                | 1                | 4                | 0                | 36               | 1                |
| 2013             | 柏               | 20               | J1               | 23               | 0                | 2                | 0                | 2                | 0                | 27               | 0                |
| 2014             | 柏               | 20               | J1               | 23               | 1                | 8                | 1                | 2                | 0                | 33               | 2                |
| 2015             | 柏               | 8                | J1               | 28               | 0                | 1                | 0                | 2                | 0                | 31               | 0                |
| 2016             | 柏               | 8                | J1               | 24               | 2                | 4                | 0                | 2                | 0                | 30               | 2                |
| 2017             | 大宮             | 40               | J1               | 30               | 1                | 2                | 0                | 1                | 0                | 33               | 1                |
| 2018             | 大宮             | 8                | J2               | 36               | 6                | -                | -                | 2                | 1                | 38               | 7                |
| 2019             | 大宮             | 8                | J2               | 37               | 5                | -                | -                | 1                | 0                | 38               | 5                |
| 2020             | 湘南             | 23               | J1               | 24               | 1                | 2                | 0                | -                | -                | 26               | 1                |
| 2021             | 湘南             | 14               | J1               | 27               | 1                | 6                | 0                | 0                | 0                | 33               | 1                |
| 2022             | 湘南             | 14               | J1               | 31               | 0                | 4                | 0                | 0                | 0                | 35               | 0                |
| 2023             | 湘南             | 14               | J1               | 14               | 0                | 1                | 0                | 3                | 0                | 18               | 0                |
| 2024             | 湘南             | 14               | J1               | 29               | 0                | 0                | 0                | 3                | 0                | 32               | 0                |
| 2025             | 湘南             | 14               | J1               |                  |                  |                  |                  |                  |                  |                  |                  |
| 通算             | 日本             | 日本             | J1               | 308              | 7                | 36               | 2                | 20               | 0                | 364              | 9                |
| 通算             | 日本             | 日本             | J2               | 99               | 14               | -                | -                | 5                | 2                | 104              | 16               |
| 総通算           | 総通算           | 総通算           | 総通算           | 407              | 21               | 36               | 2                | 25               | 2                | 468              | 25               |

- 2009年は2種登録選手として出場。

その他の公式戦
- 2012年
  - スーパーカップ 1試合0得点
- 2013年
  - スーパーカップ 1試合0得点
- 2018年
  - J1参入プレーオフ 1試合0得点

| 国際大会個人成績 | 国際大会個人成績 | 国際大会個人成績 | 国際大会個人成績 | 国際大会個人成績 | FIFA      | FIFA      |
| 年度             | クラブ           | 背番号           | 出場             | 得点             | 出場      | 得点      |
| AFC              | AFC              | AFC              | ACL              | ACL              | クラブW杯 | クラブW杯 |
| ---------------- | ---------------- | ---------------- | ---------------- | ---------------- | --------- | --------- |
| 2011             | 柏               | 20               | -                | -                | 2         | 0         |
| 2012             | 柏               | 20               | 6                | 1                | -         | -         |
| 2013             | 柏               | 20               | 7                | 0                | -         | -         |
| 2015             | 柏               | 8                | 10               | 1                | -         | -         |
| 通算             | AFC              | AFC              | 23               | 2                | 2         | 0         |

その他の国際公式戦
- 2015年
  - AFCチャンピオンズリーグ2015 東地区プレーオフ 1試合0得点

### 出場歴
- 公式戦初出場 - 2009年5月30日 Jリーグヤマザキナビスコカップ第4節 清水エスパルス戦（日立柏サッカー場）
- Jリーグ初出場 - 2010年3月7日 J2第1節 大分トリニータ戦（日立柏サッカー場）
- 公式戦・Jリーグ初得点 - 2010年5月16日 J2第13節 徳島ヴォルティス戦（日立柏サッカー場）

## タイトル
柏レイソル
- Jリーグ ディヴィジョン2 : 2010年
- Jリーグ ディヴィジョン1 : 2011年
- FUJI XEROX SUPER CUP : 2012年
- 天皇杯全日本サッカー選手権大会 : 2012年
- ヤマザキナビスコカップ : 2013年
- スルガ銀行チャンピオンシップ : 2014年

## 代表歴
- U-15日本代表
  - 2006年 - フランコ・ガッリーニ国際大会
- U-16日本代表
  - 2007年 - モンテギュー国際大会、北海道国際ユースサッカー大会
- U-17日本代表
  - 2008年 - コパ・チーバス、国際ユースサッカーin新潟
- U-18日本代表
  - 2009年 - UAE遠征、仙台カップ国際ユースサッカー大会、AFC U-19選手権2010 (予選)
- U-19日本代表
  - 2010年 - フローニンゲン国際ユース大会（※チーム事情により不参加[21][22]）
- U-22日本代表
  - 2011年 - 親善試合 U-22エジプト代表戦[23]
- U-23日本代表
  - 2012年 - ロンドンオリンピック予備登録メンバー[24]